# Oldsmobile Series 70
Oldsmobile Series 70 – samochód osobowy klasy wyższej produkowany pod amerykańską marką Oldsmobile w latach 1938–1950.

## Pierwsza generacja

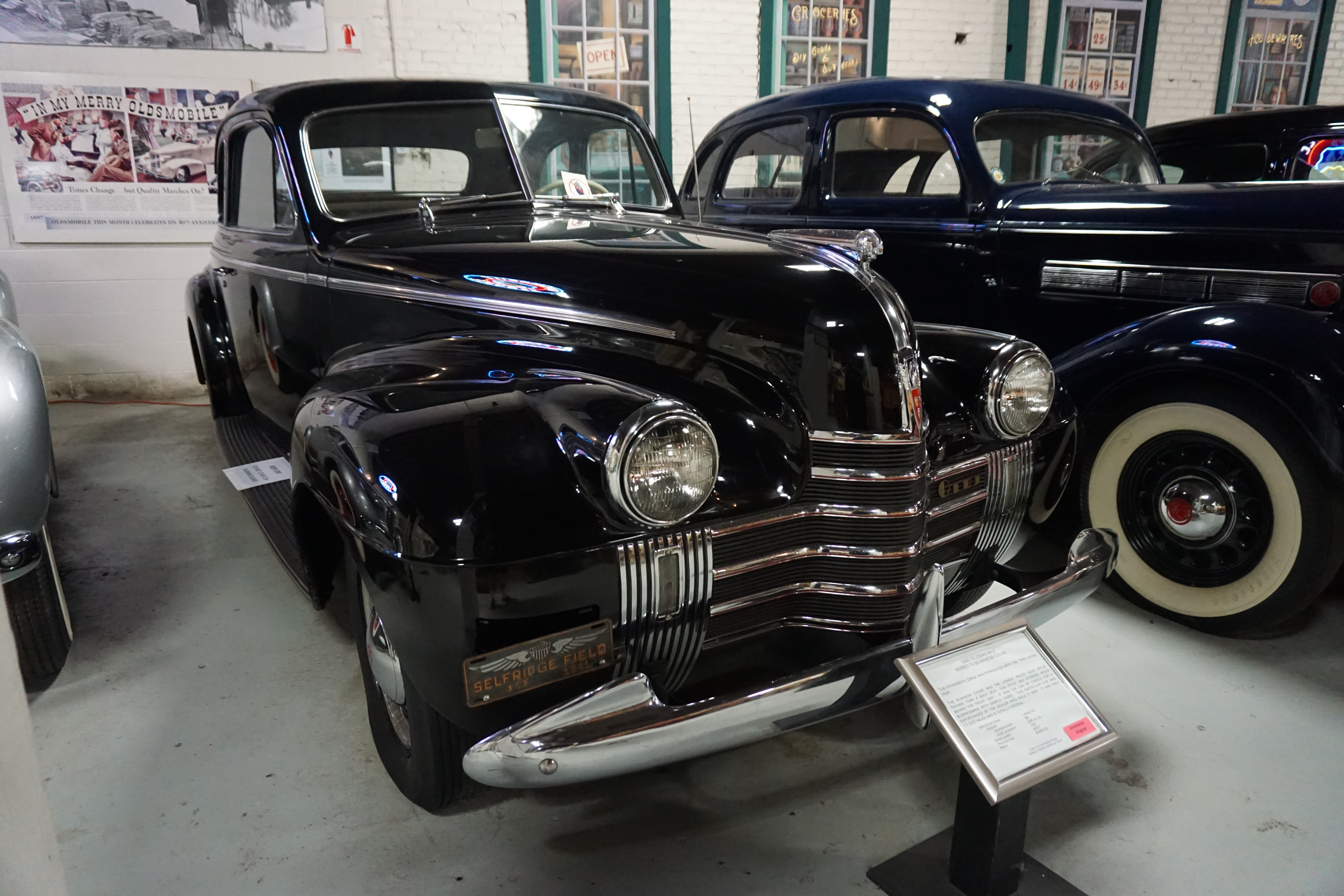
Oldsmobile Series 70 I

Oldsmobile Series 70 I został zaprezentowany po raz pierwszy w 1938 roku.
Równolegle z premierą mniejszego i tańszego modelu Series 60, Oldsmobile poszerzyło w 1938 roku swoją ofertę o topowy, luksusowy model Series 70.
Samochód zyskał masywne proporcje nadwozia z dużymi, obłymi błotnikami wraz z okrągłymi, osadzonymi na nich reflektorami. Pas przedni zdobiło ostrze zakończeone pasa przedniego, z kolei tylną część nadwozia zdobiła łagodnie opadająca linia dachu.

### Silniki
- L6 3.5l Oldsmobile
- L6 3.8l Oldsmobile

## Druga generacja

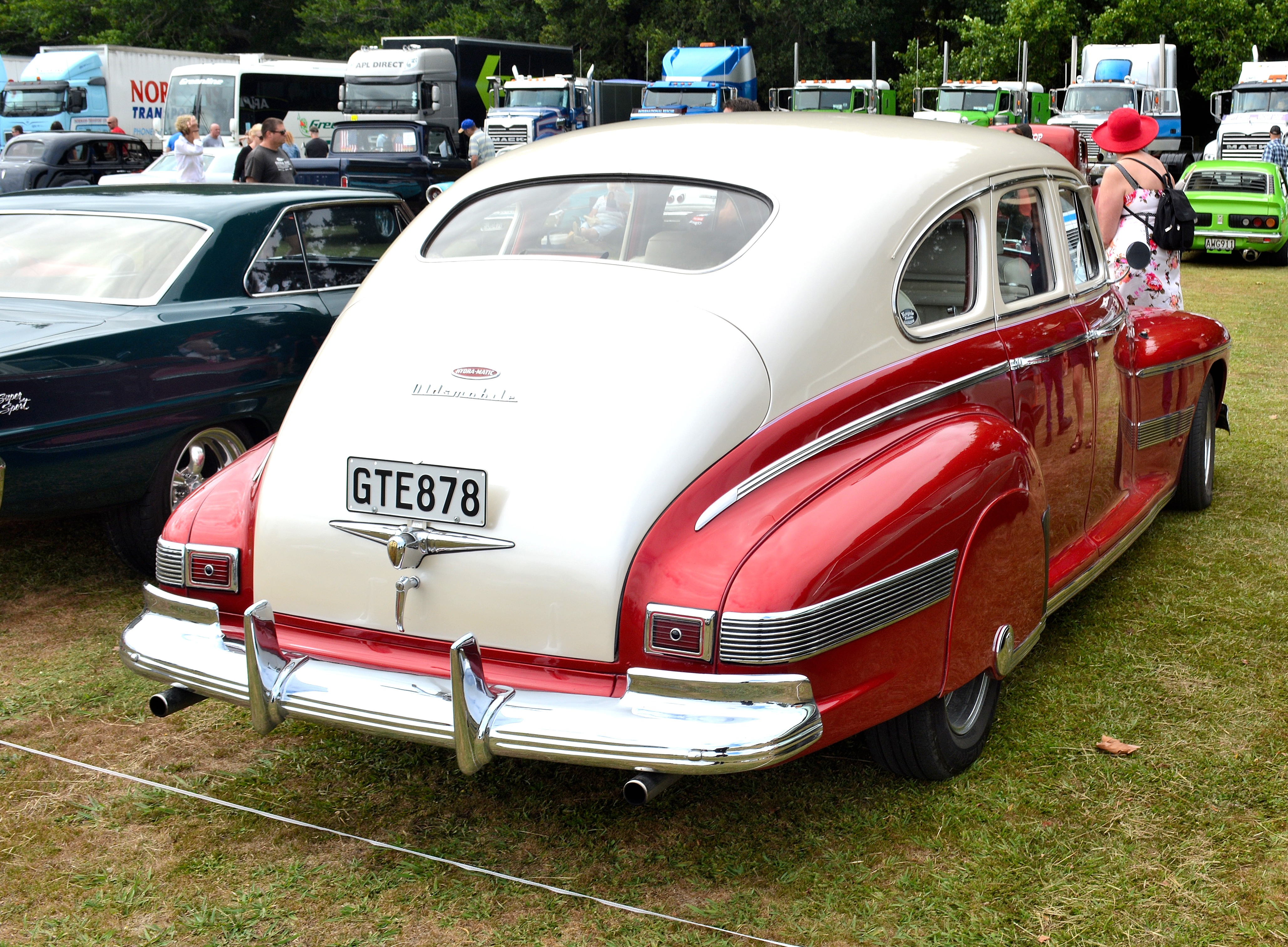
Oldsmobile Series 70 II - tył

Oldsmobile Series 70 II został zaprezentowany po raz pierwszy w 1941 roku.
Druga generacja Oldsmobile Series 70 przeszła obszerne modyfikacje wizualne, zyskując znacznie większe i masywniejsze nadwozie. Zmiana w zewnętrznych wymiarach przyniosła większą kabinę pasażerską, a także bardziej obłe nadkola i charakterystyczną, garbatą linię dachu.
Opcjonalnie Oldsmobile Series 70 dostępne było z dwukolorowym malowaniem nadwozia, a każdy egzemplarz zdobiła szeroka gama chromowanych ozdobników i ornamentów na czele z pasem przednim. Pojawiły się tam charakterystyczne, pionowe poprzeczki pod reflektorami.

### Silniki
- L6 3.9l Oldsmobile
- L8 4.2l Oldsmobile

## Trzecia generacja

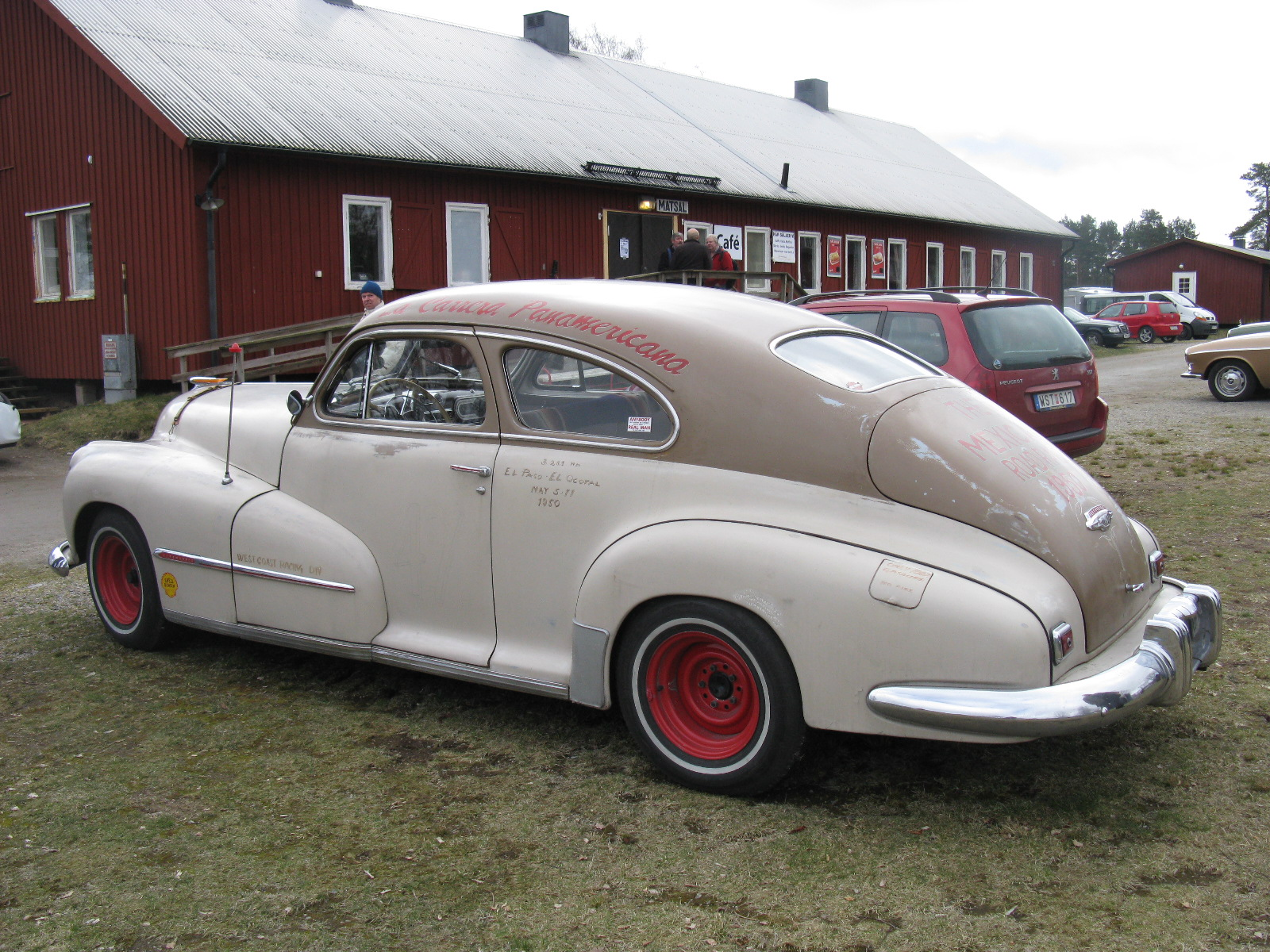
Oldsmobile Series 70 III - tył

Oldsmobile Series 70 III został zaprezentowany po raz pierwszy w 1949 roku.
Trzecia i ostatnia generacja Oldsmobile Series 70 zachowała zakres zmian wizualnych i konstrukcyjnych, jaki obecny był w przypadku poprzednika. Nadwozie stało się jeszcze masywniejsze i rozleglejsze, zyskując łagodniejsze i bardziej obłe kształty błotników, które obejmowały wybrzuszeniem także część drzwi przednich. Równie masywne były także przetłoczenia w błotnikach tylnych, wydłużające nadwozie. Produkcja trwała rok, po czym model zastąpiła linia modelowa 88.

### Silnik
- L6 4.2l Oldsmobile